# تيم بروكس (مؤرخ)
تيم بروكس (بالإنجليزية: Tim Brooks)‏ هو مؤرخ أمريكي، ولد في 18 أبريل 1942.